# تاف جوردن
تاف جوردن (بالإنجليزية: Taft Jordan)‏ هو عازف جاز أميركي، من معجبي لويس ارمسترونغ، ولد في فلورنسا (ساوث كارولينا) يوم 15 فبراير 1915.

## روابط خارجية
- تاف جوردن على موقع IMDb (الإنجليزية)
- تاف جوردن على موقع ميوزك برينز (الإنجليزية)
- تاف جوردن على موقع قاعدة بيانات برودواي على الإنترنت (الإنجليزية)
- تاف جوردن على موقع أول ميوزيك (الإنجليزية)
- تاف جوردن على موقع ديسكوغز (الإنجليزية)